# Eilema lacteola
Eilema lacteola är en fjärilsart som beskrevs av Jean Baptiste Boisduval 1834. Eilema lacteola ingår i släktet Eilema och familjen björnspinnare. Inga underarter finns listade i Catalogue of Life.